# پرادایس ولی (نوادا)
پرادایس ولی، نوادا (به انگلیسی: Paradise Valley, Nevada) یک سکونتگاه مسکونی در ایالات متحده آمریکا است که در شهرستان هامبولت، نوادا واقع شده‌است.

## خصوصیات
پرادایس ولی ۴۱٫۳ کیلومترمربع مساحت و ۱۰۹ نفر جمعیت دارد.